# Venério de Milão
Venério (em latim: Venerius) foi arcebispo de Mediolano (moderna Milão) de 400 (ou 401) até 408. Ele é venerado como santo pela Igreja Católica e festejado no dia 4 de maio.

## Vida e obras
Quase nada se sabe sobre a vida de Venério antes de sua eleição para a sé de Mediolano. De acordo com o historiador do século V Paulino, o Diácono, Venério era um diácono que este presente na morte de Santo Ambrósio em 397 e foi eleito bispo depois da morte de Simpliciano no inverno entre 400 e 401. Ele já era bispo quando recebeu um pedido de um sínodo provincial realizado em 18 de junho de 401 em Cartago para que enviasse para lá alguns clérigos da cidade. Um dos enviados foi Paulino.
Venério é conhecido também por uma carta escrita para ele pelo papa Anastácio I (r. 399–401) sobre a condenação das ideias de Orígenes. É também mencionado numa carta deste mesmo papa ao bispo de Jerusalém João II. Em 404, Venério, Inocêncio I (r. 401–417) e Cromácio de Aquileia se posicionaram a favor do arcebispo de Constantinopla João Crisóstomo (r. 397–404), que havia sido injustamente banido de sua sé depois de uma disputa com Teófilo de Alexandria (r. 385–412), escrevendo para o imperador romano do Ocidente Honório (r. 395–423), que depois remeteu a carta para seu irmão e imperador bizantino Arcádio (r. 395–408), uma intercessão que de nada valeu.
Venério morreu em 4 de maio de 408 e foi enterrado na Igreja dos Santos Nazário e Celso em Mediolano. Uma tradição posterior, sem nenhuma base histórica, associa Venério à família milanesa dos Oldrati.